# Агирресабалага, Микель
Микель Агирресабалага Гарсиа (исп. Mikel Aguirrezabalaga García; род. 8 апреля 1984, Сараус, Страна Басков) — испанский гандболист, левый полусредний испанского клуба Анайтасуна. Выступает за сборную Испании.

## Карьера

### Клубная
Микель Агирресабалага начинал свою профессиональную карьеру в клубе ГК «Барселона». В 2004 году Микель стал игроком клуба Алкобендас. По итогам сезона 2005/06 Алкобендас вылетел во вторую лигу испанского чемпионата. В 2007 году Микель Агирресабалага перешёл в Адемар Леон, помог клубу стать победителем кубка Испании в 2009 году. В 2011 году Микель вернулся в Барселону, став в составе Барселона двукратным чемпионом Испании и двукратным обладателем кубка Испании. В 2013—2014 годах Агирресабалага выступал в белорусском клубе «Динамо» Минск и Айзенах. В 2014 году Микель Агирразебалага вернулся в Адемар Леон, где провёл 2 сезона. С сезона 2016/17 Микель стал игроком Анайтасуна.

### Международная
Микель Агиррезабалага провёл за сборную Испании 35 матчей и забил 61 гола.

## Награды
- Чемпионат Испании: 2012, 2013
- Обладатель кубка Испании: 2009, 2012, 2013

## Статистика
Статистика Микеля Агирресабалаги в сезоне 2016/17 указана на 24.10.2016
| Сезон        | Клуб        | Лига        | Матчи | Голы | 7-метр | Голы |
| ------------ | ----------- | ----------- | ----- | ---- | ------ | ---- |
| 2011-12      | Барселона   | LIGA ASOBAL | 23    | 64   | 1      | 63   |
| 2012-13      | Барселона   | LIGA ASOBAL | 27    | 89   | 0      | 89   |
| 2014/15      | Адемар Леон | LIGA ASOBAL | 26    | 131  | 0      | 131  |
| 2015/16      | Адемар Леон | LIGA ASOBAL | 22    | 79   | 0      | 52   |
| 2016/17      | Анайтасуна  | LIGA ASOBAL | 8     | 23   | 0      | 23   |
| 2011–по н.в. | Итого       | LIGA ASOBAL | 106   | 386  | 1      | 385  |